# چوکالکی بالا
چوکالکی بالا یا پشت تخت روستایی در دهستان جون‌آباد بخش لادیز شهرستان میرجاوه استان سیستان و بلوچستان ایران است.

## جمعیت
بر پایه سرشماری عمومی نفوس و مسکن در سال ۱۳۹۵ جمعیت این روستا ۱۰۹ نفر (۲۲خانوار) بوده‌است.